# Coutiches
Coutiches ist eine französische Gemeinde mit 3.341 Einwohnern (Stand: 1. Januar 2022) im Département Nord in der Region Hauts-de-France. Sie gehört zum Arrondissement Douai und zum Kanton Orchies. Die Einwohner werden Coutichois(es) genannt.

## Geographie

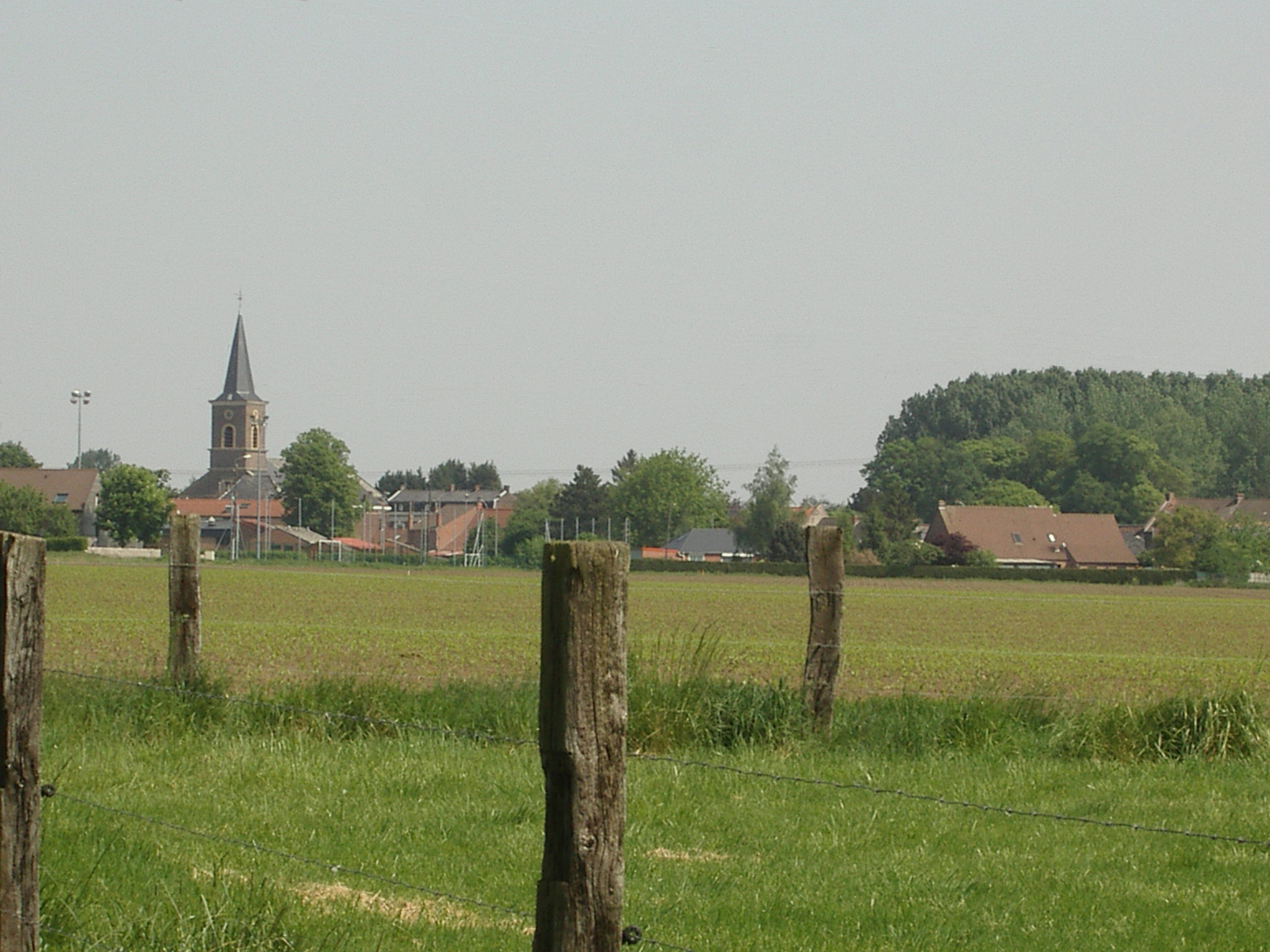
Blick auf Coutiches

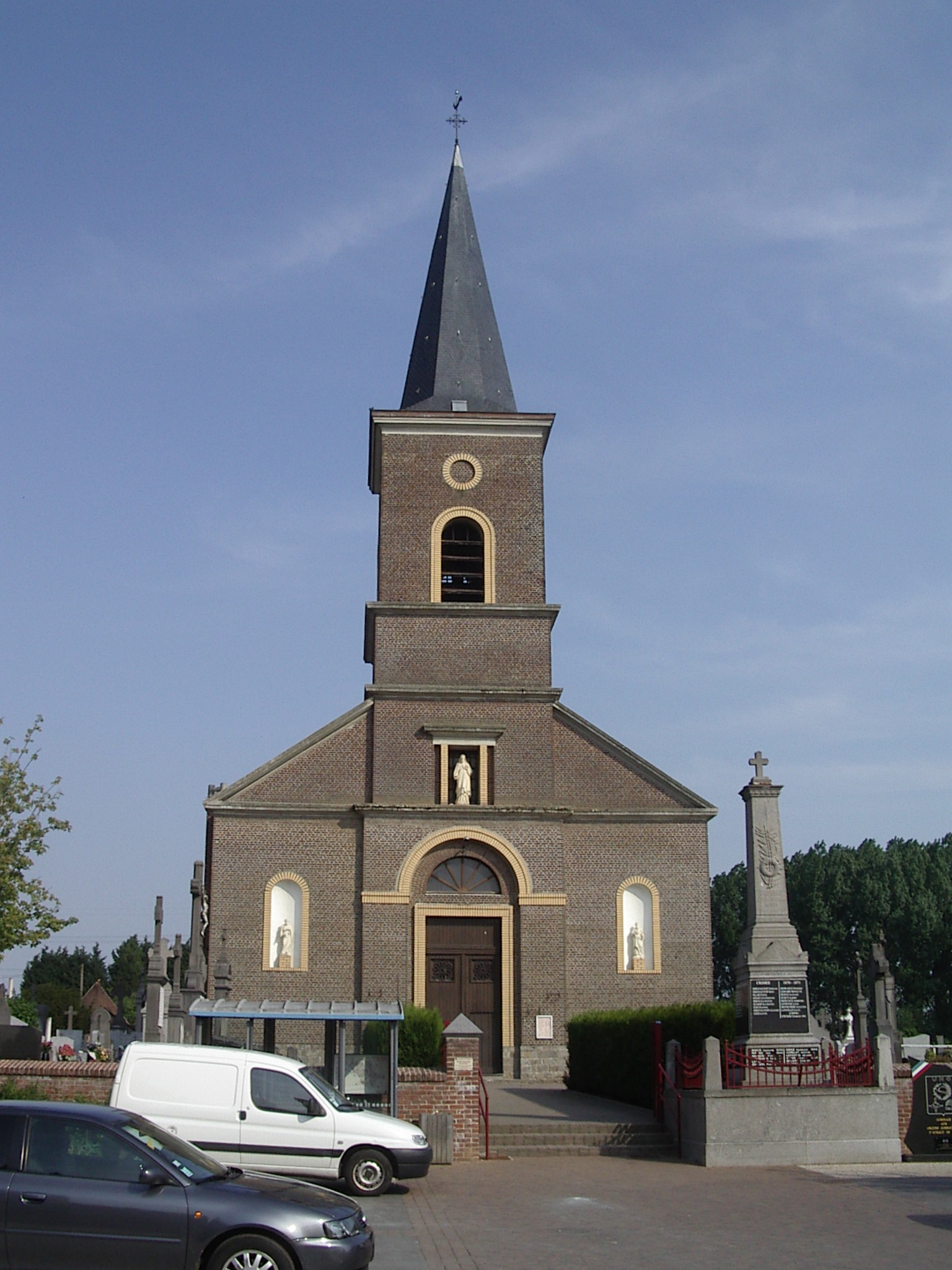
Kirche Nativité de la Sainte Vierge

Die Gemeinde Coutiches liegt im Regionalen Naturpark Scarpe-Schelde, etwa zwölf Kilometer nordöstlich von Douai. Umgeben wird Coutiches von den Nachbargemeinden Auchy-lez-Orchies im Norden, Orchies im Nordosten, Bouvignies im Osten und Südosten, Flines-lez-Raches im Süden, Faumont im Südwesten und Westen sowie Bersée im Nordwesten.

## Bevölkerungsentwicklung
| Jahr      | 1962 | 1968 | 1975 | 1982 | 1990 | 1999 | 2006 | 2012 | 2020 |
| Einwohner | 1521 | 1549 | 1516 | 1517 | 2051 | 2235 | 2467 | 2852 | 3151 |

## Sehenswürdigkeiten
- Kirche Nativité de la Sainte Vierge
- Kapelle Notre-Dame-du-Mont-Carmel
- Kapelle Notre-Dame-des-Fièvres
- Kapelle Notre-Dame-de-Foy
- Schloss Pintignies
- Calvaire